# Motala AIF
Motala Allmänna Idrottsförening (Motala AIF) är en idrottsförening från Motala som bildades 29 augusti 1907. År 1995 omorganiserades föreningen till en alliansförening, de olika sektionerna blev egna specialklubbar och medlemmar i Motala AIF Idrottsallians. Motala AIF hade 1908 nio sportgrenar:
- Allmän idrott
- Bandy
- Cykling
- Fotboll
- Friidrott
- Kälkbacksåkning
- Simidrott
- Skidsport
- Tennis

Bandy, kälke och simidrott togs senare bort. Även curling och volleyboll har funnits med i den s.k. alliansen. I alliansen ingår idag Motala AIF Fotbollsklubb, Motala AIF Friidrottsklubb, Motala AIF CK, Motala AIF OL, Motala AIF Skidklubb, Motala AIF Hockeyklubb, Motala AIF Skridskoklubb skrinnarna.

## Föreningar
- Cykling: Motala AIF CK
- Fotboll: Motala AIF FK
- Friidrott: Motala AIF Friidrott
- Ishockey: Motala AIF HK
- Orientering: Motala AIF OL
- Skidsport: Motala AIF Skidklubb
- Skridskor: Motala AIF Skrinnarna

### Fotnoter
1. ↑  Martin Alsiö (25 februari 2004). ”De allsvenska klubbarnas födelsedagar”. Bolletinen. http://www.bolletinen.se/sfs/allsvenskan/grundades.pdf. Läst 10 oktober 2011.
2. ↑  ”Historik”. Motala AIF. https://www.maif.org/om-alliansen/historik/. Läst 27 december 2017.